# スパイダー (映画)
『スパイダー』（Along Came a Spider）は、2001年のアメリカ映画。アレックス・クロス博士シリーズの二作目。ジェームズ・パターソン原作。
テレビ放送の際には『スパイダー/コレクター2』と表記されることもある。

## あらすじ
犯罪心理学博士、ベストセラー作家、警察官であるアレックス・クロスは、囮捜査の途中で同僚を失う。八ヶ月後、アレックスは失意に陥ったままだった。ワシントンD.C.の富裕層の子弟が通う小学校から上院議員の娘が誘拐され、犯人はアレックスを挑発する電話をかける。捜査に参加するアレックスだが、被害者を取り戻せないまま捜査の過程で犯人は死亡する。

## キャスト
| 役名                 | 俳優                     | 日本語吹替   | 日本語吹替   |
| 役名                 | 俳優                     | ソフト版     | テレビ朝日版 |
| -------------------- | ------------------------ | ------------ | ------------ |
| アレックス・クロス   | モーガン・フリーマン     | 阪脩         | 坂口芳貞     |
| ジェジー・フラニガン | モニカ・ポッター         | 沢海陽子     | 渡辺美佐     |
| ゲイリー・ソーンジ   | マイケル・ウィンコット   | 石丸博也     | 木下浩之     |
| エリザベス・ローズ   | ペネロープ・アン・ミラー |              | 増子倭文江   |
| ハンク・ローズ       | マイケル・モリアーティ   |              | 仲野裕       |
| ミーガン・ローズ     | ミカ・ブーレム           | あおきさやか | 大谷育江     |
| ディミトリ           | アントン・イェルチン     |              |              |
| オリー・マッカーサー | ディラン・ベイカー       | 伊藤和晃     | 岩崎ひろし   |
| クレイグ             | ジェイ・O・サンダース    |              | 石田圭祐     |

- テレビ朝日版：初回放送2005年11月20日『日曜洋画劇場』